# Metoda Zorčič
Metoda Zorčič, slovenska gledališka, televizijska in filmska igralka, * 26. november 1944, Semič.
Leta 1971 je diplomirala na Akademiji za gledališče, radio, film in televizijo v Ljubljani. Od leta 1975 je članica ansambla Slovenskega narodnega gledališča Drama Ljubljana. Nastopila je v več filmih in serijah.

## Filmografija
- Sladke sanje (2001, celovečerni igrani film)
- Decembrski dež (1990, celovečerni igrani film)
- Nekdo drug (1989, celovečerni igrani film)
- Čas brez pravljic (1986, celovečerni igrani film)
- Dih (1983, celovečerni igrani film)
- Učna leta izumitelja Polža (1982, celovečerni igrani film)
- Peta zaseda (1968, celovečerni igrani film)